# Kanton Niort-3
Der Kanton Niort-3 ist seit 2015 ein französischer Wahlkreis im Arrondissement Niort im Département Deux-Sèvres in der Region Nouvelle-Aquitaine; sein Hauptort ist Niort. 

## Gemeinden
Der Kanton besteht aus dem südwestlichen Teil der Stadt Niort.